# 하자어
하자어(Hadza)는 탄자니아의 에야시호 남동안에 살고 있는 약 1,000명의 하자족이 사용하는 언어이다. 사용 인구는 적지만 하자족 생활의 모든 영역에서 쓰이며 아이들도 모두 하자어를 배우며 자란다. 유네스코는 하자어의 소멸 위험도를 “취약” 등급으로 분류한다.

## 분류
하자어는 고립어이다. (Sands 1998, Starostin 2013) 한때 하자어는 이웃한 산다웨어와 함께 흡착음을 지녔다는 이유로 코이산어족으로 분류되었다. 그러나 하자어는 산다웨어나 다른 코이산 제어와 공유하는 어휘가 거의 없으며, 동계어라고 제안된 어휘도 의심스럽다. 예를 들어 하자어와 산다웨어가 공유하는 어휘는 대체로 쿠시어파 차용어이고, 남아프리카의 코이산 제어와 공유한다고 주장된 어휘는 그 수도 적고 단어의 길이도 짧아서(단음절 자음-모음 구조인 것이 많다) 우연의 일치일 가능성이 크다. 오로폼어와 비슷한 단어도 있지만 오로폼어 자체가 미상 언어로 여겨진다. 수사
itchâme /it͡ʃʰaame/ ‘하나’와 piye /pie/ ‘둘’은 콰자어와 비슷해 보인다. 콰자어는 최근에 쿠시어파로 언어 전환을 겪은 수렵채집민 부족의 언어이다.
하자어에는 방언 차이가 없다. 다만 지역에 따라 어휘에 약간 차이가 있는데, 특히 반투어군 차용어는 이중언어 화자의 비율이 높은 남부와 서부에서 더 많이 쓰인다.

## 음운론
하자어의 음절은 모두 CV 구조이다. 비모음을 음절말 비음으로 분석한다면 CVN 구조도 가능하다. 어두에는 모음으로 시작하는 음절이 나타나지 않고, 어중에서 모음으로 시작하는 음절은 /ɦV/와 대립하지 않는다.
하자어는 형태소 중간에 흡착음이 나타난다. 이는 산다웨어나 응우니어군 언어도 갖고 있는 특징이지만, 남아프리카의 코이산 제어는 형태소의 처음에만 흡착음이 나타난다. 어중에 흡착음이 나타나는 단어 중 일부는 역사적으로 어두 흡착음에서 왔음을 알 수 있지만(예컨대 접두사가 붙거나 첩어화된 것) 나머지는 기원을 알 수 없다. 산다웨어처럼 하자어의 어중 흡착음은 대부분 성문음화되었지만 전부 그렇지는 않다. 예를 들어 다음과 같은 단어가 있다. puche ‘비장’, tanche ‘겨냥하다’, tacce ‘띠’, minca ‘입술을 핥다’, laqo ‘발을 걸다’, keqhe-na ‘느린’, penqhenqhe ~ peqeqhe ‘서두르다’, haqqa-ko ‘돌’, shenqe ‘응시하다’, exekeke ‘듣다’, naxhi ‘북적이다’, khaxxe ‘뛰다’, binxo ‘사냥감을 허리띠에 달고 다니다’.
하자어에는 성조나 음정강세가 없다.

### 모음
하자어에는 /i e a o u/의 다섯 모음이 있다. 같은 모음 사이의 /ɦ/가 탈락하면 장모음이 만들어지기도 한다. 예를 들어 [kʰaɦa] ~ [kʰaː]는 ‘오르다’라는 뜻이다. 그러나 몇몇 단어는 /ɦ/가 있는 형태가 관찰되지 않았다. 예를 들어 [boːko] ‘그녀’는 [boko] ‘아프다’와 대립한다. 모음은 (성문음화된) 비 흡착음 앞에서 비음화되는데, 하자어 화자들은 이것을 비모음으로 듣기도 하고 모음-비음 연쇄로 듣기도 한다. 성문음을 제외한 자음 앞에서는 [CṼ]와 [CVN]이 자유변이한다. 그러나 어말에서는 [CṼ]는 나타나지만 [CVN]은 나타날 수 없다. 즉 하자어의 비모음은 모두 VN 연쇄로 분석할 수 있다.

### 자음
|        |                  | 순음               | 치음~치경음   | 치음~치경음   | 후치경음~경구개음 | 후치경음~경구개음 | 연구개음  | 연구개음   | 성문음 |
| 중설음 | 설측음           | 순음               | 중설음        | 설측음        | 기본              | 양순음화          |           |            | 성문음 |
| ------ | ---------------- | ------------------ | ------------- | ------------- | ----------------- | ----------------- | --------- | ---------- | ------ |
| 흡착음 | 유기음           |                    | /ᵏǀʰ/ ch      |               | /ᵏǃʰ/ qh          | /ᵏǁʰ/ xh          |           |            |        |
| 흡착음 | 무기음           |                    | /ᵏǀ/ c        |               | /ᵏǃ/ q            | /ᵏǁ/ x            |           |            |        |
| 흡착음 | 비음화           | (/ᵑʘʷ ~ ᵑʘ͡ʔ/ mcw)1 | /ᵑǀ/ nc       |               | /ᵑǃ/ nq           | /ᵑǁ/ nx           |           |            |        |
| 흡착음 | 성문음화 비음화1 | (/ᵑʘʷ ~ ᵑʘ͡ʔ/ mcw)1 | /ᵑǀ͡ʔ/ cc      |               | /ᵑǃ͡ʔ/ qq          | /ᵑǁ͡ʔ/ xx          |           |            |        |
| 파열음 | 유기음           | /pʰ/ ph            | /tʰ/ th       |               |                   |                   | /kʰ/ kh   | /kʷʰ/ khw  |        |
| 파열음 | 무기음           | /p/ p              | /t/ t         |               |                   |                   | /k/ k     | /kʷ/ kw    | /ʔ/ –  |
| 파열음 | 유성음           | /b/ b              | /d/ d         |               |                   |                   | /ɡ/ g     | /ɡʷ/ gw    |        |
| 파열음 | 방출음           | /pʼ/ bb2           |               |               |                   |                   |           |            |        |
| 파열음 | 선비음화 유기음  | /ƞpʰ/ mp           | /ƞtʰ/ nt      |               |                   |                   | /ƞkʰ/ nk  |            |        |
| 파열음 | 선비음화 무기음  | /ƞp/ mb            | /ƞt/ nd       |               |                   |                   | /ƞk/ ng   | /ƞkʷ/ ngw  |        |
| 파열음 | 비음             | /m/ m              | /n/ n         |               | /ɲ/ ny            |                   | /ŋ/ ngʼ   | /ŋʷ/ ngʼw  |        |
| 파찰음 | 유기음           |                    | /t͜sʰ/ tsh     |               | /t͜ʃʰ/ tch         | /c͜ʎ̥˔ʰ/ tlh3       |           |            |        |
| 파찰음 | 무기음           |                    | /t͜s/ ts       |               | /t͜ʃ/ tc           | /cʎ̥˔/ tl3         |           |            |        |
| 파찰음 | 유성음           |                    | /d͜z/ z        |               | /d͜ʒ/ j            |                   |           |            |        |
| 파찰음 | 방출음           |                    | /t͜sʼ/ zz      |               | /t͜ʃʼ/ jj          | /cʎ̥˔ʼ/ dl3        | /k͜xʼ/ gg4 | /k͜xʷʼ/ ggw |        |
| 파찰음 | 선비음화 유기음  |                    | /ƞt͜sʰ/ nts/ns |               | /ƞt͜ʃʰ/ ntc        |                   |           |            |        |
| 파찰음 | 선비음화 무기음  |                    | /ƞt͜s/ nz      |               | /ƞt͜ʃ/ nj          |                   |           |            |        |
| 마찰음 | 마찰음           | /fʷ/ f             | /s/ s         | /ɬ/ sl        | /ʃ/ sh            |                   | (/x/ hh)6 |            |        |
| 접근음 | 접근음           |                    | /ɾ ~ l/ l, r5 | /ɾ ~ l/ l, r5 | (/j/ y)7          |                   |           | (/w/ w)7   | /ɦ/ h7 |

1. 성문음화 비 흡착음의 비음성은 선행 모음에 나타나지만 흡착음 자체가 발음되는 동안에는 성문이 닫혀 있으므로 나타나지 않는다. 양순 흡착음 [ᵑʘ͡ʔ](또는 [ᵑʘʷ])은 단 하나의 의성의태어에만 나타나며 [ᵑǀ]와 교체 가능하다.
2. 양순 방출음 /pʼ/는 적은 수의 단어에만 나타난다.
3. 경구개 파찰음은 치경음으로 시작할 수 있지만(/t͜/ 등), 필수적이지는 않다.
4. 연구개 방출음 /k͜xʼ/은 파열음 [kʼ], 중설 파찰음 [k͜xʼ], 설측 파찰음 [k͜ʼ], 마찰음 [xʼ]로 발음될 수 있다. 다른 중설 파찰 방출음도 마찰 방출음으로 발음될 수 있다([sʼ], [ʃʼ], [xʷʼ]).
5. 설측 접근음 /l/은 모음 사이나 기타 환경에서 탄음 [ɾ]가 되기도 한다. 특히 빠르게 말할 때 그렇다. 휴지 다음이나 반복되는 음절에서는 [l]가 가장 일반적인 발음이다(예: lola, 토끼의 일종). 설측 탄음 [ɺ]도 나타난다.
6. 무성 연구개 마찰음 [x]은 단 하나의 단어에만 나타나며, /kʰ/와 교체 가능하다.
7. [ɦ]는 자유롭게 탈락할 수 있는 것으로 보인다. [w, j]는 [u, i]의 변이음일 수도 있다.
8. 차용어의 경우 어두에 NC 연쇄가 나타날 수 있다. 어둡게 칠한 칸의 유성 장애음과 비음 /ɲ ŋ ŋʷ d ɡ ɡʷ dʒ/ 그리고 어쩌면 /dz/도 차용된 음소로 보인다(Elderkin 1978).

## 참고 문헌
- Edward Elderkin (1978) 'Loans in Hadza: internal evidence from consonants'. Occasional Papers 3, Dar es Salaam.
- Kirk Miller (2008) Hadza Grammar Notes. 3rd International Symposium on Khoisan Languages and Linguistics, Riezlern.
- ———— (2009) Highlights of Hadza fieldwork. LSA, San Francisco.
- Kirk Miller, ed., with Mariamu Anyawire, G.G. Bala, & Bonny Sands (2013) A Hadza Lexicon (ms).
- Bonny Sands (1998) 'The Linguistic Relationship between Hadza and Khoisan'. In Schladt, Matthias (ed.) Language, Identity, and Conceptualization among the Khoisan (Quellen zur Khoisan-Forschung Vol. 15), Köln: Rüdiger Köppe, 265–283.
- ———— (2013) 'Phonetics and phonology: Hadza', 'Tonology: Hadza', 'Morphology: Hadza', 'Syntax: Hadza'. In Rainer Vossen, ed., The Khoesan Languages. Oxford: Routledge.
- Bonny Sands, Ian Maddieson, Peter Ladefoged (1993) The Phonetic Structures of Hadza.[깨진 링크(과거 내용 찾기)] UCLA Working Papers in Phonetics No. 84: Fieldwork Studies in Targeted Languages.
- A.N. Tucker, M.A. Bryan, and James Woodburn as co-author for Hadza (1977) 'The East African Click Languages: A Phonetic Comparison'. In J.G. Moehlig, Franz Rottland, Bernd Heine, eds, Zur Sprachgeschichte und Ethnohistorie in Afrika. Berlin: Dietrich Diener Verlag.